# Banisia hyaena
Banisia hyaena är en fjärilsart som beskrevs av W. Warren 1905. Banisia hyaena ingår i släktet Banisia och familjen Thyrididae. Inga underarter finns listade i Catalogue of Life.